# Штанєл
Штанєл (словен. Štanjel) — поселення в общині Комен, Регіон Обално-крашка, Словенія. Висота над рівнем моря: 312,1 м.